# De har solgt verdens lunger
De har solgt verdens lunger er en dansk dokumentarfilm fra 2010 med instruktion og manuskript af Frederik Sølberg og Peter Leys.

## Handling
Filmen skildrer en konflikt, som de færreste i Danmark kender noget til. I Peru har man siden 2003 valgt at koncessionere store dele af regnskoven til udenlandske oliefirmaer - med henblik på udvinding af gas og olie. I dag er næsten 70% af Perus andel af Amazonas koncessioneret til olieudvinding, svarende til et areal på størrelse med Frankrig. Denne udvikling har selvsagt alvorlige konsekvenser.